# 므아숩
므아숩(아랍어: معصوب) 바나나와 빵을 사용해 만드는 예멘과 사우디아라비아의 음식이다.

## 종류
- 므아숩 아디이(معصوب عادي): 기본 므아숩이다.
- 므아숩 빗끼슈타(معصوب بالقشطة): 끼슈타 므아숩이다.
- 므아숩 빌아살라(معصوب بالعسل): 꿀 므아숩이다.
- 므아숩 빗타무르(معصوب بالتمر): 대추야자 므아숩이다.
- 므아숩 말리키(معصوب ملكي): 왕실 므아숩이다. 단순히 말리키(ملكي) 또는 말리키야(ملكية)라고도 부른다.

## 만들기
갈아서 부스러기로 만든 빵과 으깬 바나나를 섞은 다음, 그 위에 꿀 등을 얹어 낸다. 빵으로는 물라와흐, 사즈빵, 타미즈빵, 타와빵, 파라타 등 납작빵이 주로 쓰인다.

## 같이 보기
- 아리카